# جوهر متحضر
الجوهر المتحضر هو مصطلح يشير إلى الحضارات المتطورة الأربع التي ظهرت أثناء الألفية الأولى قبل الميلاد، خلال العصر الحديدي المبكر بعد انهيار حضارات العصر البرونزي التي سبقتها. كانت السمة الأساسية لهذه الحضارات هي أحادية المركزية monocentrism، وأدت جنبًا إلى جنب مع التطورات التاريخية مثل الحكم الوراثي، إلى عصر جديد من الدولة للعديد من الحضارات. وحسب تاريخ الظهور، كانت هناك الحضارات التالية:
- البحر المتوسط، والتي تطورت من مستوطنات فينيقيا المبعثرة إلى ظهور اليونان القديمة في القرن السابع قبل الميلاد والتي وصلت إلى ذروتها في الحضارة الهيلينية في القرن الرابع قبل الميلاد، وبحلول القرن الثالث قبل الميلاد، امتدت لتؤثر على بلاد الرافدين ووصولاً إلى نطاق الهندية.
- بلاد الرافدين (بابل وآشور)، والتي وصلت إلى ذروتها في الإمبراطورية الأخمينية الموحدة في القرن السادس قبل الميلاد
- مملكة تشو الصينية، التي وصلت إلى ذروتها في إمبراطورية هان في القرن الثالث قبل الميلاد
- العصر الحديدي في الهند، ماهاجاناباداس، التي وصلت إلى ذروتها في إمبراطورية موريا في القرن الرابع قبل الميلاد